# Frères de la charité de Gand
Les Frères de la charité de Gand (en latin : Fratres Caritate) forment une congrégation laïque masculine de droit pontifical qui se consacrent aux soins des malades et à l'éducation.

## Historique
En 1807, Pierre-Joseph Triest (1760-1836) chanoine titulaire de la cathédrale Saint-Bavon de Gand, membre de la commission des hospices civils de Gand est chargé de trouver une solution pour l'hospice gantois d'hommes âgés où règne un désordre total.
À cette fin, il fonde le 28 décembre 1807 une congrégation de frères sous le nom de « Frères hospitaliers de Saint-Vincent » dont le but est le soin des vieillards à la Biloque. Le 26 novembre 1811, les premiers frères de la charité (du nom populaire qu'ils ont reçu entre-temps) prononcent leurs vœux et choisissent frère Bernard comme supérieur.
À partir de 1809 le frère portier Jan Bertyn enseigne aux jeunes des rues à la porte de la Biloque, ce qui donne lieu en 1814 à la première école des frères ; la même année, des frères se donnent aux soins des malades inguérissables. En 1815, quatre frères soignent les malades mentaux au château de Gérard le Diable, ils les libèrent de leurs chaînes dans les caves. 
Sous le règne de Guillaume Ier, les Frères ne bénéficient d'aucune reconnaissance officielle et certaines écoles dont celle de Gand sont fermées, ils restent néanmoins tolérés en raison de l'aide sociale qu'ils apportent et de leur origine flamande proche du néerlandais, et pourront poursuivre leurs activités contrairement aux Frères des écoles chrétiennes qui sont expulsés. C'est seulement après la révolution belge avec le gouvernement provisoire de Belgique que le droit d'association est garanti par la constitution et que les frères reçoivent l'agrément des autorités civiles.  
Dès 1823, deux frères se rendent à l'institut pour sourd fondé par le pasteur Henri Daniel Guyot à Groningue qui utilise la méthode de l'abbé de L'Épée pour se préparer à l’éducation spécialisé des sourds, cet enseignement commence respectivement dans les villes de Gand en 1825 puis en 1835 à Bruxelles qui conjugue dès le début un apprentissage adapté aux aveugles. 
En 1820, trois frères avaient été chargés de la prison des condamnés pour dettes au local des alexiens. Le 25 avril 1828, ces prisonniers sont enfermés dans une autre maison de détention, la commission des hospices en profite pour donner le couvent aux Frères pour en faire un hôpital psychiatrique, le château de Gérard le Diable devenant trop exigu et mal adapté. La même année, le docteur Joseph Guislain, un des pionniers du traitement de la maladie mentale en Belgique, est nommé chef des instituts pour malades mentaux de Gand à la demande de Triest. L'année suivante, Triest et Guislain rédigent le règlement concernant le soin des malades mentaux. À partir de 1840 est créée aux alexiens une section pour les enfants handicapés mentaux distinct des adultes appelée le « Préau des Enfants ». En 1857, on achève la construction d'un nouvel institut où s'installent les Frères de la charité avec les patients des Alexiens qui deviendra l'institut Guislain, toujours existant. D'autres instituts psychiatriques suivent :  Saint-Trond (1866), Saint-Baptiste à Zelzate (1871), institut à Gand spécialisé pour enfants handicapés (1877), asile Saint-Bernard à Tournai (1884), institut Saint-Amadeus à Mortsel (1895), institut Saint-Martin à Dave (1901), institut Saint-Amand à Beernem (1928), institut Saint-Camille à Bierbeek (1932), institut Saint-Bernard à Manage (1938). Les constitutions sont approuvées par le pape Léon XIII le 4 juillet 1899.

## Dans le monde
Dès 1865, ils se répandent dans le monde entier. C'est d'abord le Canada en 1865 à l'appel de Mgr Bourget pour gérer l'hospice Saint-Antoine de Montréal dont le but est de recueillir les jeunes délinquants et de les former à un métier ainsi que les vieillards et les repris de justice. L'hospice avait d'abord été confié aux sœurs de la Providence puis aux Clercs de Saint-Viateur. Le 15 février 1868 est inauguré rue Mignonne le nouvel Hospice Saint-Vincent-de-Paul qui devient en 1873 l'école de réforme des garçons, à la demande du gouvernement du Québec. Pour financer l'œuvre, Mgr Bourget demande l'appui de la société de Saint-Vincent-de-Paul qui forme un comité de soutien chargé de recueillir des souscriptions en faveur de l'hospice, c'est pourquoi les Frères seront connus sous le nom de Frères de la charité de Saint-Vincent-de-Paul. Mgr Édouard-Charles Fabre, successeur Mgr Bourget sollicite les Frères pour fonder le 15 septembre 1884 l’asile Saint-Benoît-Labre et la retraite Saint-Philippe-Néri à Longue-Pointe avec pour mission d’accueillir des hommes infirmes, épileptiques, aveugles, alcooliques ou souffrant de maladies mentales. Un des premiers résidents est le poète Émile Nelligan qui y séjourne de 1899 à 1925.
En avril 1897, les Frères achètent le collège du Mont-Saint-Bernard à Sorel à la suite de la requête de Mgr Louis-Zéphirin Moreau, évêque de St-Hyacinthe et y créent une école commerciale et scientifique, l’objectif du collège change en 1928 et devient un juvénat jusqu'en 1948.
C'est encore sur les instances d'un évêque, Mgr Brunault, du diocèse de Nicolet que se fonde le collège Saint-Frédéric à Drummondville. Après le Canada, suivent les États-Unis, en 1865. Le père George Haskins demande des frères pour s'occuper de l'orphelinat de l'Ange-Gardien qu'il a fondé à Boston dans le Massachusetts. Les frères ne peuvent arriver que deux ans après la mort du père Haskins. Le 27 janvier 1874, ils s'installent dans la maison de l'Ange-Gardien et proposent aux orphelins une formation par alternance aux métiers de l'imprimerie, de barbier, de boulanger, tailleur.
C'est ensuite l'Angleterre (1882), l'Irlande (1883) et les Pays-Bas (1894). En 1883, quelques frères partent pour Waterford afin d'inaugurer la première maison irlandaise pour personnes souffrant de problèmes psychiatriques. Actuellement, ils sont présents dans six comtés irlandais : Roscommon, Galway, Clare, Limerick, Cork et Waterford. Environ 1 900 employés s'occupent d'environ 2 700 personnes handicapées avec crèches, jardins d'enfants, centre d'éducation, ateliers protégés, soutien professionnel, centres d'activité.
En 1911, une première mission a eu lieu au Congo belge (aujourd'hui République démocratique du Congo); par la suite, de nouvelles maisons ont été établies en Afrique du Sud, au Rwanda actuel et dans les Indes néerlandaises (1929), au Burundi actuel (1938), en Inde (1936/1994), au Pérou (1962), en Italie (1967), au Japon et en Papouasie-Nouvelle-Guinée (1970), aux Philippines (1981), au Sri Lanka (1989), au Pakistan (1990), en Tanzanie et au Kivu (1994), en Côte-d'Ivoire (1996), au Brésil (1997), en Roumanie (1999), au Kenya (2002), au Vietnam (2004), en Chine (2008), en Zambie (2009), en Éthiopie (2010, en République Centrafricaine (2011), etc

## Fusion
Trois congrégations de Frères ont fusionné avec eux :
- 1949 : les Frères de Saint-Norbert de Elshout (Pays-Bas) ;
- 1954 : les Frères de l'Amour Divin (Indonésie) ;
- 2004 : les Frères de Saint-Joseph (Sri Lanka).

## Structure

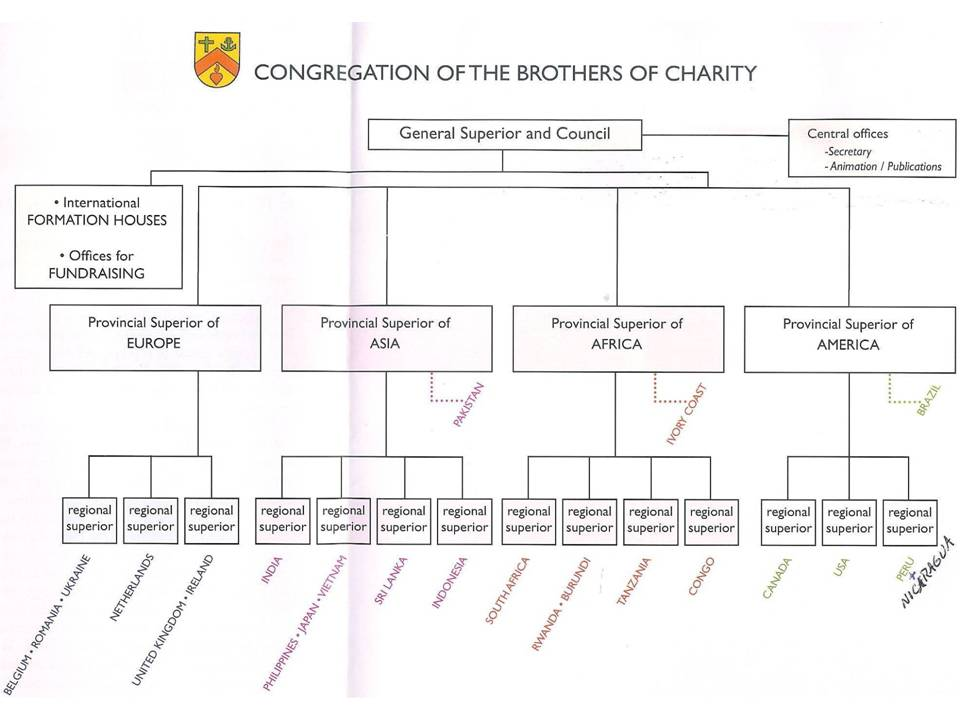
Organigramme.

La congrégation est divisée en quatre provinces qui comportent quatorze régions où œuvrent les frères. Le supérieur général est élu pour un terme de six ans par le chapitre général et dirige l’institut avec l’aide du conseil général, ainsi que les supérieurs provinciaux et régionaux. 
La congrégation observe les lois de chaque pays et jouit du statut de personne légale selon les normes propres à chaque pays. En général, le supérieur régional de chaque pays et son conseil assument la responsabilité légale. De façon à développer leur engagement social, les Frères travaillent avec des milliers de collaborateurs laïcs dont les statuts sont reconnus par l’Église qui peuvent portent des responsabilités dans l’engagement social de la congrégation.

## Activités et diffusion
Les Frères de la charité se consacrent en particulier aux soins des personnes âgées, des personnes souffrant de troubles psychiatriques, des personnes handicapées et de l'éducation particulièrement des aveugles et sourds.
Ils sont présents en :
- Europe : Belgique, Pays-Bas, Irlande, Italie, Royaume-Uni, Roumanie, Ukraine ;
- Asie : Inde, Indonésie, Japon, Pakistan, Philippines, Sri Lanka, Vietnam ;
- Amérique : Brésil, Canada, États-Unis, Nicaragua, Pérou ;
- Afrique : Afrique du Sud, Burundi, Côte-d'Ivoire, Kenya, République démocratique du Congo,  Rwanda, Tanzanie.

Au 31 décembre 2005, la congrégation comptait 572 religieux, tous laïcs, répartis dans quatre-vingt-quinze maisons. 
Le supérieur général est René Stockman, spécialiste belge des soins psychiatriques. La maison généralice est à Rome. Elle abrite aussi depuis 1972 le collège ecclésiastique belge.

## Prise de position sur l’euthanasie
En mars 2017, la branche belge des Frères de la charité approuve un texte qui rend possible l’euthanasie pour des personnes n'étant pas en phase terminale dans les centres psychiatriques gérés par l'ordre. Elle est alors menacée d'exclusion par le Vatican à la suite de cette prise de position. En mai 2020, le Vatican confirme la sanction.